# Bertula fulgurata
Bertula fulgurata är en fjärilsart som beskrevs av George Francis Hampson. Bertula fulgurata ingår i släktet Bertula och familjen nattflyn. Inga underarter finns listade i Catalogue of Life.